# Departamento de Nueve de Julio (kommun i San Juan)
Departamento de Nueve de Julio är en kommun i Argentina.   Den ligger i provinsen San Juan, i den centrala delen av landet, 1 000 km väster om huvudstaden Buenos Aires. Antalet invånare är 7 652.
Omgivningarna runt Departamento de Nueve de Julio är i huvudsak ett öppet busklandskap. Runt Departamento de Nueve de Julio är det glesbefolkat, med 10 invånare per kvadratkilometer.